# Iinari! Aibure-shon
Iinari! Aibure-shon (яп. いいなり! あいぶれーしょん Иинари! Аибурэ:сюн) — японская манга из четырёх томов, написанная Тидзуной Накадзимой. Манга публиковалась в ежемесячном журнале Dragon Age. В центре сюжета — главная героиня, которая часто описывается на публике.

## Персонажи
Коки Мураками (яп. 村上 香旗 Мураками Коки) — пятнадцатилетний учащийся средней школы, живущий со своей старшей сестрой Каорукой. На выставке роботов-горничных его «соединили» с Сидзукуиси.
Каоруко Мураками (яп. 村上 薫子 Мураками Каоруко) — старшая сестра Коки.
Котаро Мадзу (яп. 万杜 小太郎 Мадзу Котаро) — бывший синтоистский священник.
Маи Мадзу (яп. 万杜 真依 Мадзу Маи) — внучка Котаро и одноклассница Каоруко.
Коман (яп. こまん) — дочь Дэдалаботти.

## Публикация
Манга публиковалась в ежемесячном журнале Dragon Age с 9 августа 2006 года по 9 июля 2010 года.

## Популярность
Популярность манги вскоре породила туалетную бумагу «Сидзукуиси кюн кюн», напечатанную со сценами омораси, в которых фигурирует главная героиня Сидзукуиси, которая часто носит с собой туалетную бумагу для уборки за собой. Премьера продукта состоялась на летнем Комикете 2007 года в Японии.